# Heilwig von Tecklenburg
Heilwig von Tecklenburg (zm. prawdopodobnie 1264 r.) – hrabina Tecklenburga i Bentheim, córka hrabiego Tecklenburga Ottona I i jego żony Matyldy.
Poślubiła hrabiego Bentheim Ottona II. Po śmierci ojca, Heilwig i jej mąż odziedziczyli Tecklenburg. Urodziła dwoje dzieci: Ottona, hrabiego Tecklenburga i Ekberta, hrabiego Bentheim.